# Zuid-Afrikaanse voetbalbond
De Suid-Afrikaanse Sokkerassosiasie (Engels: South African Football Association of SAFA) is de nationale voetbalbond van Zuid-Afrika. Zuid-Afrika organiseerde het WK voetbal in 2010.

## Nationale teams
- Zuid-Afrikaans voetbalelftal (Bafana Bafana)
- Zuid-Afrikaans voetbalelftal onder 23 (Amaglug-glug)
- Zuid-Afrikaans voetbalelftal onder 20 (Amajimbos)
- Zuid-Afrikaans voetbalelftal onder 17 (Amajita)
- Zuid-Afrikaans voetbalelftal onder 12 (Tsetse-flies)
- Zuid-Afrikaans voetbalelftal (vrouwen) (Banyana Banyana)
- Zuid-Afrikaans voetbalelftal onder 20 (vrouwen) (Basetsana Basetsan)

## SAFA Regio's
SAFA's 9 Provinces
- SAFA Eastern Cape
- SAFA Free State
- SAFA Gauteng
- SAFA KwaZulu-Natal
- SAFA Mpumalanga
- SAFA Northern Cape
- SAFA Limpopo
- SAFA North-West
- SAFA Western Cape

## Leagues
- Premier Soccer League
- Eerste divisie
- Tweede divisie
- Vrouwendivisie

## Geassocieerde leden
- USSASA
- SASSU
- SAIFA
- SAFCA
- SAFMA